# Zajączków (województwo lubelskie)
Zajączków – wieś w Polsce położona w województwie lubelskim, w powiecie opolskim, w gminie Opole Lubelskie.
W latach 1975–1998 miejscowość należała administracyjnie do województwa lubelskiego.
Wieś stanowi sołectwo w gminie Opole Lubelskie. Według Narodowego Spisu Powszechnego z roku 2011 wieś liczyła 108 mieszkańców.

## Historia
Zajączków w wieku XIX stanowił folwark w ówczesnym powiecie nowoaleksandryjskim, gminie i parafii Opole, odległy 36 wiorst od Puław, Folwark posiadał także cegielnię i pokłady wapienia. W roku 1827 spisano tu tylko 4 domy i 23 mieszkańców. W roku 1888 folwark Zajączków oddzielony został od dóbr Opole, poosiadał wówczas rozległość 508 mórg.
1 lipca 1990 część wsi Zajączków o powierzchni 29 ha włączono do Opola Lubelskiego.